# Похмелкин, Виктор Валерьевич
Ви́ктор Вале́рьевич Похме́лкин (род. 3 февраля 1960, Пермь) — российский политический деятель, депутат Государственной думы РФ I—IV созывов, сопредседатель партии «Либеральная Россия» и председатель «Движения автомобилистов России».

## Биография
Родился 3 февраля 1960 года в Перми. Отец – Валерий Андреевич Похмелкин, юрист, заведующий кафедрой уголовного права Пермского университета, мать – Раиса Ивановна, заведовала кафедрой немецкого языка Пермского педагогического института. Окончил юридический факультет ПермГУ (1982). После годичной стажировки поступил в аспирантуру МГУ. Досрочно защитил кандидатскую диссертацию («Достижение справедливости при назначении наказания по советскому уголовному праву», 1985) и приступил к преподаванию на Пермских высших курсах Министерства внутренних дел.
В 1990 году стал учредителем и научным руководителем индивидуального частного предприятия «Научно-исследовательский институт правовой политики».
Четыре раза избирался депутатом Государственной думы Федерального собрания Российской Федерации по 140 избирательному округу (Пермской области).
В Госдуме I-го созыва был заместителем председателя комитета по законодательству и судебной реформе.
В марте 1994 года член инициативной группы по созданию партии Демократический выбор России (ДВР), был избран членом политсовета партии. Был членом фракции «Выбор России»
Возглавлял пермские региональные организации партий «Демократический выбор России» и «Союз правых сил».
На выборах в Госдуму в 2003 году возглавил избирательный блок «Новый курс — автомобильная Россия». Избран по Свердловскому одномандатному округу Перми, вошёл в депутатскую группу «Объединённые демократы».
На выборах в Госдуму в 2007 году баллотировался кандидатом в депутаты первой тройки партии «Гражданская сила».
На выборах в Госдуму в 2016 году баллотировался кандидатом в депутаты «Партии Роста», в первой части регионального списка от Пермского края.
Научный руководитель АНО «Прикамского социального института».